# (2861) Lambrecht
(2861) Lambrecht – planetoida z pasa głównego asteroid okrążająca Słońce w ciągu 3,89 lat w średniej odległości 2,47 j.a. Została odkryta 3 listopada 1981 roku w Obserwatorium Karla Schwarzschilda w Tautenburgu przez Freimuta Börngena i K. Kirscha. Nazwa planetoidy pochodzi od Hermanna Lambrechta (1908–1983), astronoma, profesora Uniwersytetu w Jenie i dyrektora uniwersyteckiego obserwatorium w latach 1948–1968.